# Stevns fyr

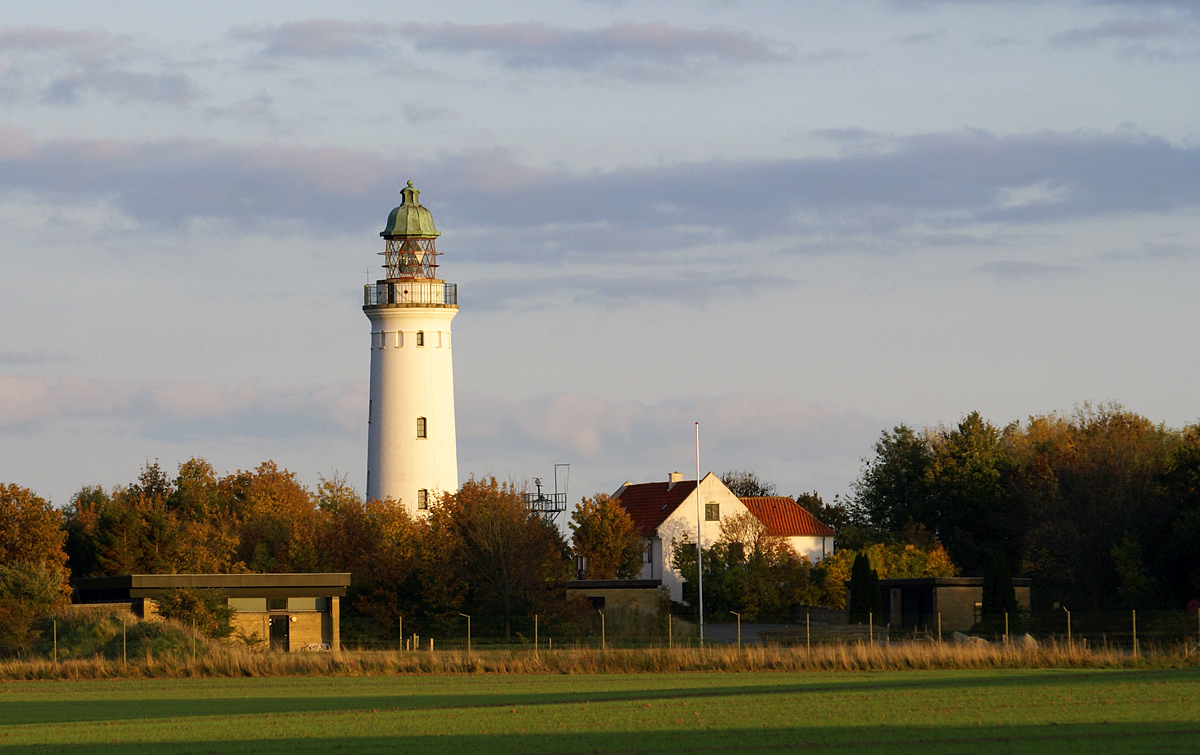
Stevns fyr

Stevns gamla fyr, även kallad Højerup fyr är en fyr i Stevns kommun på sydöstra Själland, på Stevns klint. Fyren ritades av Poul Løvenørn och byggdes 1816–1818. Fyren utrustades med roterande speglar som vid denna tid var toppmodernt och som många andra danska fyrar också utrustades med.
År 1878 ersattes fyren med en modernare fyr, som använde roterande-lins-teknik.